# Ateuchus peruanum
Ateuchus peruanum là một loài bọ cánh cứng trong họ Bọ hung (Scarabaeidae).